# Landrake
Landrake est un village des Cornouailles, en Angleterre. Le village fait partie de la paroisse civile de Landrake with St Erney.